# Anisus kamtschaticus
Anisus kamtschaticus е вид охлюв от семейство Planorbidae. Видът не е застрашен от изчезване.

## Разпространение и местообитание
Разпространен е в Русия (Амурска област, Камчатка, Красноярск, Магадан и Хабаровск).
Обитава сладководни басейни, морета, реки и потоци.